# Gennes-sur-Seiche
Gennes-sur-Seiche (bretonisch: Gen; Gallo: Genn) ist eine französische Gemeinde mit 943 Einwohnern (Stand: 1. Januar 2022) im Département Ille-et-Vilaine in der Region Bretagne. Sie gehört zum Arrondissement Fougères-Vitré und zum Kanton La Guerche-de-Bretagne. Die Einwohner werden Gennois genannt.

## Geographie
Gennes-sur-Seiche liegt etwa 29 Kilometer westsüdwestlich von Laval an der Seiche, die die Gemeinde im Süden begrenzt und an der Grenze zum Département Mayenne. Umgeben wird Gennes-sur-Seiche von den Nachbargemeinden Argentré-du-Plessis im Norden, Brielles im Osten, Cuillé im Süden, Availles-sur-Seiche im Südwesten, Moutiers im Südwesten und Westen sowie Saint-Germain-du-Pinel im Westen.

## Bevölkerungsentwicklung
| Jahr                       | 1962 | 1968 | 1975 | 1982 | 1990 | 1999 | 2006 | 2013 | 2020 |
| Einwohner                  | 931  | 887  | 789  | 758  | 742  | 740  | 775  | 882  | 943  |
| Quellen: Cassini und INSEE |      |      |      |      |      |      |      |      |      |

## Sehenswürdigkeiten
- Kirche Saint-Sulpice, im 11. Jahrhundert erwähnt, heutiges Gebäude aus dem 16./17. Jahrhundert, seit 1926 Monument historique
- Schloss La Motte aus dem 16. Jahrhundert

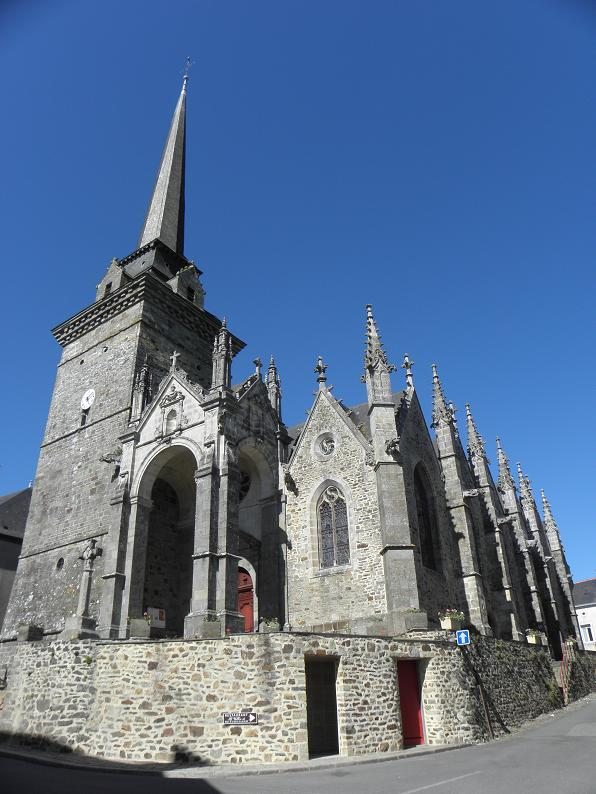
Kirche Saint-Sulpice